# Državna cesta D531
D531 je državna cesta u Hrvatskoj. 
Nalazi se u Dalmaciji, kod Šibenika i zapravo predstavlja spoj  državne ceste D58 na čvor Vrpolje na autocesti A1. Cesta je izgrađena u sklopu izgradnje A1.
Ukupna duljina iznosi 2,1 km.